# Desa Purworejo (administrativ by i Indonesien, Jawa Timur, lat -8,18, long 111,13)
Desa Purworejo är en administrativ by i Indonesien.   Den ligger i provinsen Jawa Timur, i den västra delen av landet, 500 km öster om huvudstaden Jakarta.